# Видричі
Видричі́ — село в Україні, у Камінь-Каширській громаді Камінь-Каширського району Волинської області. Населення становить 701 осіб.

## Географія
Село розташоване на лівому березі річки Турія.

## Історія
У 1906 році село Хотешівської волості Ковельського повіту Волинської губернії. Відстань від повітового міста 46 верст, від волості 10. Дворів 86, мешканців 407.

## Населення
Згідно з переписом УРСР 1989 року чисельність наявного населення села становила 706 осіб, з яких 331 чоловік та 375 жінок.
За переписом населення України 2001 року в селі мешкало 695 осіб.

### Мова
Розподіл населення за рідною мовою за даними перепису 2001 року:
| Мова       | Відсоток |
| ---------- | -------- |
| українська | 99,86 %  |
| російська  | 0,14 %   |